# Giraffa camelopardalis rothschildi
La giraffa di Rothschild, Giraffa camelopardalis rothschildi, chiamata così in onore del fondatore del museo zoologico di Tring, Lord Walter Rothschild, nota anche come giraffa di Baringo, dal nome dell'area del lago Baringo, o come giraffa ugandese, è la seconda sottospecie di giraffa più minacciata, dal momento che ne rimangono solo poche centinaia di esemplari. Tutti questi esemplari vivono in natura in aree protette del Kenya e dell'Uganda.
Recentemente è stato ipotizzato che la giraffa di Rothschild sia una specie separata dalle altre giraffe e non una semplice sottospecie.

## Caratteristiche
Le giraffe di Rothschild sono facilmente distinguibili dalle altre sottospecie. La caratteristica più ovvia è la colorazione del mantello, o pelame. Ricorda strettamente la giraffa masai, ma la sottospecie di Rothschild è di colore più pallido, le macchie bruno-arancio hanno margini meno seghettati e aguzzi e la rete tra di esse presenta toni più sul color crema rispetto a quella della giraffa reticolata. Inoltre, la giraffa di Rothschild non presenta macchie sulla parte inferiore delle zampe, dando l'impressione che stia indossando delle calze bianche.
Un altro aspetto caratteristico, sebbene difficile da notare, della giraffa di Rothschild è dovuto al numero di corna sulla testa. Questa è l'unica sottospecie che nasce con cinque «corna». Due di queste, quelle poste sulla sommità del capo e comuni a tutte le giraffe, sono corna «vere e proprie». Il terzo «corno» può spesso essere notato nel mezzo della fronte della giraffa e le altre due dietro ad ogni orecchio. È anche più alta di molte altre sottospecie, misurando fino a sei metri di altezza.
Le giraffe di Rothschild si accoppiano in ogni periodo dell'anno ed hanno un periodo di gestazione tra i 14 ed i 16 mesi, dopo i quali nasce generalmente un solo piccolo. Vivono in piccoli branchi e maschi e femmine (con i loro piccoli) vivono separatamente, incontrandosi solo per accoppiarsi.
I maschi sono più grandi delle femmine e le loro corna «vere e proprie» sono solitamente glabre a causa dei combattimenti. Tendono inoltre ad essere di colore più scuro delle femmine, anche se questa caratteristica non è un indicatore garantito del sesso degli esemplari.

## Conservazione
In genere le giraffe sono classificate a basso rischio di estinzione, ma la giraffa di Rothschild è sottoposta ad un particolare rischio di ibridizzazione, per questo a partire dal 2018, la giraffa di Rothschild è classificata come Prossima alla minaccia. Sono ormai pochissimi i luoghi in cui questa sottospecie può essere osservata in natura, con luoghi degni di nota come il Parco nazionale del Lago Nakuru in Kenya e il Parco nazionale delle Cascate Murchison nel nord dell'Uganda. I loro predatori naturali sono iene, leoni, coccodrilli e leopardi, che attaccano soprattutto i giovani.
Due giraffe nane alte solo 2,9 metri sono state avvistate nel Parco nazionale delle Cascate Murchison. Gli scienziati ipotizzano che il loro nanismo possa essere stato causato dalla consanguineità causato dal declino delle specie.
Tre giraffe di Rothschild sono morte fulminate da linee elettriche a bassa quota nella riserva di Soysambu a Nakuru, in Kenya.

### In cattività
Esistono vari programmi di riproduzione in cattività, tra cui i più importanti sono quelli svolti dal Giraffe Centre di Langata, presso Nairobi, e dal Parco safari di Woburn, nel Bedfordshire, in Inghilterra, che mirano ad espandere il patrimonio genetico nella popolazione selvatica della giraffa di Rothschild. A partire dal gennaio 2011, più di 450 esemplari sono ospitati negli zoo registrati ISIS (Sistema Internazionale di Informazione sulle Specie) (che non include il Nairobi Giraffe Centre), rendendo questa sottospecie e la giraffa reticolata i fenotipi di Giraffa più comunemente ospitati in cattività.